# Републиканска народна партия
Републиканската народна партия (на турски: Cumhuriyet Halk Partisi, съкратено CHP) е турска политическа партия, член на Социалистическия интернационал и Прогресивния алианс.
Републиканската народна партия е основана през 1923 година от Мустафа Кемал Ататюрк. До 1946 година тя е единствената разрешена партия в Турция. Партията намира най-голяма подкрепа сред светски и прозападно ориентираните турци. За нейни твърдини се считат градовете от европейската част на Туция, както и градовете по егейския и средиземноморския бряг на страната. След идването на власт на Партията на справедливостта и развитието през 2002 година Републиканската народна партия става постоянната най-голямата опозиционна партия в страната. Партията се противопоставя на отмяната на чл. 301 от турския наказателен кодекс, както и на приетите с референдум на 12 септември 2010 година промени в Конституцията.
През 90-те години председател на партията е Дениз Байкал, под чието ръководство тя намалява лявата си идейна ориентация и преминава на центристки политически позиции. От 2010 до 2023 председател на партията еКемал Кълъчдаролу, който е с по-леви възгледи.

## Председатели
| No.                                                      | Име                                 | Портрет               | Период            | Период            |
| -------------------------------------------------------- | ----------------------------------- | --------------------- | ----------------- | ----------------- |
| 1                                                        | Мустафа Кемал Ататюрк (1881 – 1938) | Мустафа Кемал Ататюрк | 9 септември 1923  | 10 ноември 1938   |
| 2                                                        | Исмет Иньоню (1884 – 1973)          |                       | 26 декември 1938  | 8 май 1972        |
| 3                                                        | Бюлент Еджевит (1925 – 2006)        | Бюлент Еджевит        | 14 май 1972       | 30 октомври 1980  |
| Партията е забранена след преврата в Турция през 1980 г. |                                     |                       |                   |                   |
| 4                                                        | Дениз Байкал (1938 - 2023)          | Дениз Байкал          | 9 септември 1992  | 18 февруари 1995  |
| 5                                                        | Хикмет Четин (р. 1937)              | Хикмет Четин          | 18 февруари 1995  | 9 септември 1995  |
| (4)                                                      | Дениз Байкал (1938 - 2023)          | Дениз Байкал          | 9 септември 1995  | 23 май 1999       |
| 6                                                        | Алтан Оймен (р. 1932)               |                       | 23 май 1999       | 30 септември 2000 |
| (4)                                                      | Дениз Байкал (1938 - 2023)          | Дениз Байкал          | 30 септември 2000 | 10 май 2010       |
| 7                                                        | Кемал Кълъчдаролу (р. 1948)         | Кемал Кълъчдаролу     | 22 май 2010       | 4 ноември 2023 г  |
| 8                                                        | Йозгюр Йозел                        | Кемал Кълъчдаролу     | 4 ноември 2023 г  | настоящ           |

## Резултати от избори

### Избори за Велико Народно събрание
|  | 5 юни 1977       | Бюлент Еджевит                                           | 6 136 171                                                | 213 / 450 ( 28)                                          | 41,38% 8,09 %                                            | #1–во място Правителство на малцинството                 |                                                          |
|  | 6 ноември 1983   | Партията е забранена след преврата в Турция през 1980 г. | Партията е забранена след преврата в Турция през 1980 г. | Партията е забранена след преврата в Турция през 1980 г. | Партията е забранена след преврата в Турция през 1980 г. | Партията е забранена след преврата в Турция през 1980 г. | Партията е забранена след преврата в Турция през 1980 г. |
|  | 29 октомври 1987 | Партията е забранена след преврата в Турция през 1980 г. | Партията е забранена след преврата в Турция през 1980 г. | Партията е забранена след преврата в Турция през 1980 г. | Партията е забранена след преврата в Турция през 1980 г. | Партията е забранена след преврата в Турция през 1980 г. | Партията е забранена след преврата в Турция през 1980 г. |
|  | 20 октомври 1991 | Партията е забранена след преврата в Турция през 1980 г. | Партията е забранена след преврата в Турция през 1980 г. | Партията е забранена след преврата в Турция през 1980 г. | Партията е забранена след преврата в Турция през 1980 г. | Партията е забранена след преврата в Турция през 1980 г. | Партията е забранена след преврата в Турция през 1980 г. |
|  | 24 декември 1995 | Дениз Байкал                                             | 3 011 076                                                | 49 / 550 ( 49)                                           | 10,71% 10,71 %                                           | #5–то място Опозиция                                     |                                                          |
|  | 18 април 1999    | Дениз Байкал                                             | 2 716 094                                                | 0 / 550 ( 49)                                            | 8,71% 2,00 %                                             | #6–то място Извън парламента                             |                                                          |
|  | 3 ноември 2002   | Дениз Байкал                                             | 6 113 352                                                | 178 / 550 ( 178)                                         | 19,39% 10,68 %                                           | #2–ро място Опозиция                                     |                                                          |
|  | 22 юли 2007      | Дениз Байкал                                             | 7 317 808                                                | 112 / 550 ( 66)                                          | 20,88% 1,50 %                                            | #2–ро място Опозиция                                     |                                                          |
|  | 12 юни 2011      | Кемал Кълъчдаролу                                        | 11 155 972                                               | 135 / 550 ( 23)                                          | 25,98% 5,10 %                                            | #2–ро място Опозиция                                     |                                                          |
|  | 7 юни 2015       | Кемал Кълъчдаролу                                        | 11 518 139                                               | 132 / 550 ( 3)                                           | 24,95% 1,03 %                                            | #2–ро място Опозиция                                     |                                                          |
|  | 1 ноември 2015   | Кемал Кълъчдаролу                                        | 12 111 812                                               | 134 / 550 ( 2)                                           | 25,32% 0,37 %                                            | #2–ро място Опозиция                                     |                                                          |
|  | 24 юни 2018      | Кемал Кълъчдаролу                                        | 11 348 899                                               | 146 / 600 ( 12)                                          | 22,64% 2,68 %                                            | #2–ро място Опозиция                                     |                                                          |